# Prinsessan Sophia Albertina (1764)
För fler artiklar med titeln Prinsessan Sofia, se Prinsessan Sofia (olika betydelser)
Prinsessan Sophia Albertina var ett svenskt 60-kanoner linjeskepp, byggt 1764 av Gilbert Sheldon i Karlskrona som förliste den 20 augusti 1781 utanför den nederländska kusten. 

## Konstruktion och utrustning
Ritningen till linjeskeppet Prinsessan Sophia Albertina är undertecknad av Gilbert Sheldon den 16 februari 1759 och godkänd av kung Adolf Fredrik den 25 juni samma år. Ritningen finns bevarad på Krigsarkivet i Marinens samlingar. Fartyget sjösattes på örlogsvarvet i Karlskrona den den 28 september 1764 efter cirka fyra års byggtid. Prinsessan Sophia Albertina ingick i en serie om fyra fartyg tillsammans med Prins Gustaf (70 kanoner), Drottning Sophia Magdalena (70 kanoner) och Prins Karl (60 kanoner). 
Sitt namn fick skeppet efter Prinsessan Sophia Albertina som var yngsta dotter till nämnde kung Adolf Fredrik och därmed syster till blivande kungarna Gustav III och Karl XIII. 
Prinsessan Sophia Albertina kunde bestyckas med 60 kanoner enligt följande:
- 24 st kanoner à 24 pund
- 24 st kanoner à 12 pund
- 12 st kanoner à 6 pund

Fartygets deplacement var 1970 ton. Besättningen uppgick till ungefär 450 officerare, underofficerare, båtsmän och skeppsgossar. Även ett antal volontärer och civila personer mönstrades ombord.

## Varvsbesök
Prinsessan Sophia Albertina torrsattes för reparationer i Polhemsdockan vid minst tre tillfällen. Hon var en del av generalinventeringen 1780.

## Fartygschefer
- Överstelöjtnant Johan Malmskiöld (1739-1781), fartygschef 1781.[3]

## Förlisningen
Sommaren 1781 var Prinsessan Sophia Albertina ett av de örlogsfartyg som användes för att skydda den handelssjöfart som fraktade varor från bland annat Spanien till länderna runt Östersjön. Innan expeditionen kunde börja drabbades dock skeppet av en brand ombord varvid 11 besättningsmän omkom av drunkning när de hoppade överbord. Ett par av officerarna lyckades emellertid lugna besättningen och elden kunde släckas. Efter några dagar reparationer kunde Prinsessan Sophia Albertina så kasta loss och hann ifatt övriga eskadern i Öresund. 
Resan gick därefter till Kap Finistere tillsammans med en grupp handelsfartyg och övriga fartyg i eskorten. Väl där var uppdraget att eskortera ett antal handelsfartyg tillbaka till Östersjön igen. På väg genom engelska kanalen den 19 augusti 1781 seglade fartygen emellertid in i en tjock dimma och kraftiga stormvindar. Fartygen i gruppen drev isär och Prinsessan Sophia Albertina kom ifrån de övriga. Skeppet klarade den stormiga natten och den 20 augusti försökte man segla med tända lanternor. Eftersom positionen var osäker lodades hela tiden djupet. Framåt kvällen vid ungefär klockan sju siktades ett ljus som antogs vara en lanterna på ett annat fartyg. Djupet var då fullt tillräckligt och man satte kurs mot lanternan, kanske i tron att det var ett av de övriga fartygen i den splittrade eskadern. Plötsligt blev det emellertid snabbt grundare och det stod efter en stund klart att det siktade ljust var en fyr och inte ett annat fartyg. 
En stund senare gick Prinsessan Sophia Albertina på grund. Febril aktivitet bröt ut ombord. Till slut beordrade man att kapa masterna för att räta upp fartyget igen, men det var för sent. Besättningen kände tre hårda stötar varvid relingen på styrbordssidan slogs sönder och snart låg hela sidan under vatten. Manskapet och officerarna försökte rädda sig upp på babordssidan, men efter en stund började hela skeppet att brytas i bitar. Någon gång mellan klockan två och tre på morgonen försvann Prinsessan Sophia Albertina i havet. Djupet var inte mer än 20 meter när tidvattnet stod som högst. Med sig tog Prinsessan Sophia Albertina ungefär 420 man ur besättningen. Endast 31 överlevde.

## Vraket hittas

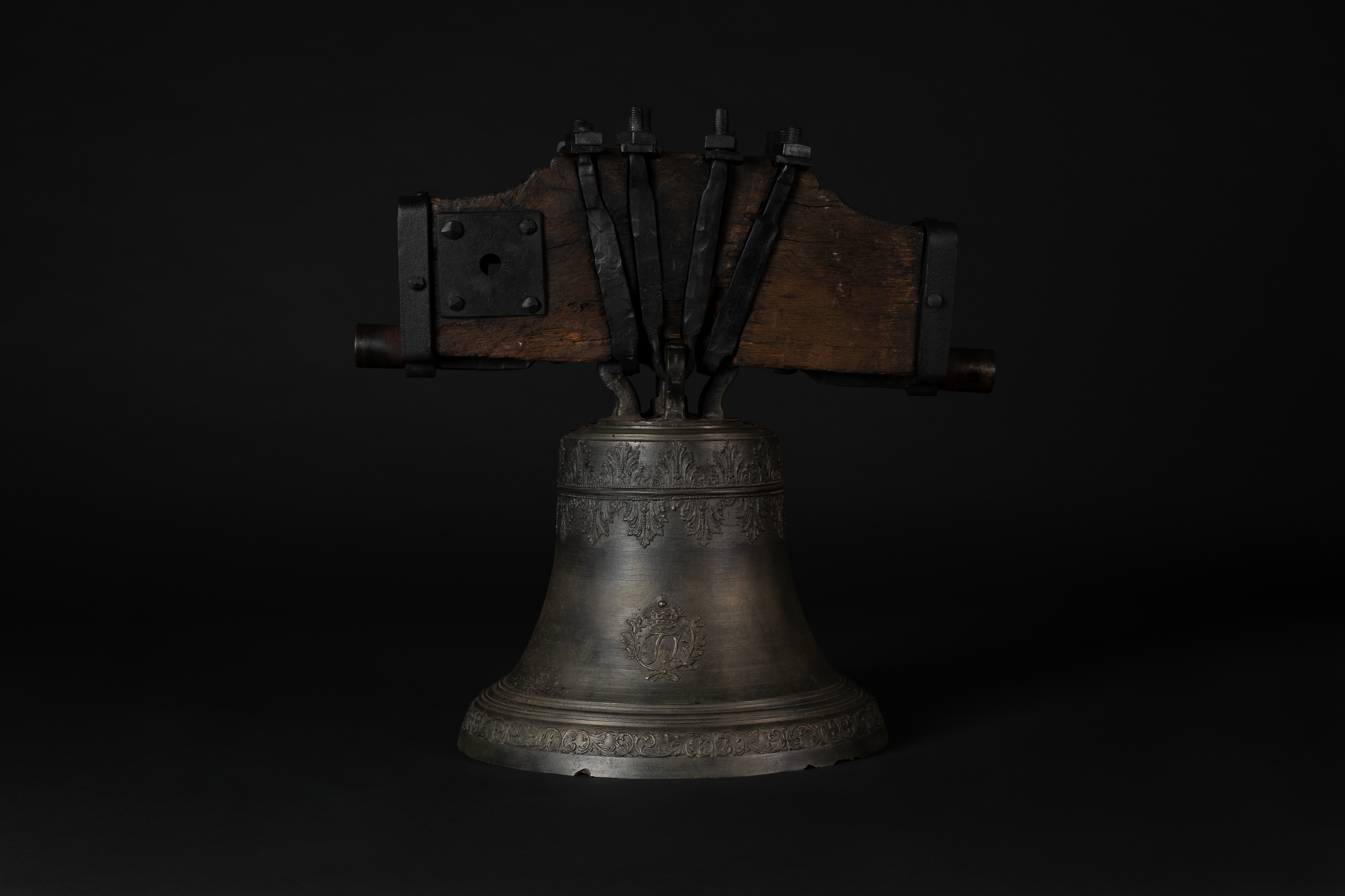
Linjeskeppets skeppsklocka bärgades på 1990-talet, och som återlämnades till Sverige och Marinmuseum hösten 2022.

1989 anmälde en privatperson att han hade hittat resterna av ett äldre skepp utanför ön Texel. Han hade dykt på platsen eftersom ett fiskenät hade fastnat i något, och väl där fann han ett skepp som var slaget i bitar och utspritt över ett område på botten. Det dröjde sedan fram till 1996 innan nederländska motsvarigheten till Riksantikvarieämbetet, RCE, undersökte fyndplatsen med en fjärrstyrd undervattensfarkost. Minst en kanon bärgades vid tillfället.
Vraket förblev dock oidentifierat. År 2002 genomfördes nya dykningar och nu kunde en skeppsklocka bärgas. Klockan är tydligt märkt
”G:MEIJER FEC:IHOLM: 1738”. Därmed började vrakets nationalitet nu peka mot Sverige. Den som gjutit klockan var nämligen Gerhard Meyer d.y. (1704-1784), en staty- och styckgjutare som var verksam i Stockholm. Klockan var också försedd med en kunglig krona vilket i sin tur visade mot att den nog tillhört ett örlogsfartyg.
Kontakt togs nu med Sjöhistoriska museet och efter en del efterforskningar kunde man säga att det funna skeppet sannolikt var Prinsessan Sophia Albertina. Dessa misstankar stärktes ytterligare år 2004 när dendrokronologiprover tog i samband med nya dykningar på vraket. Undersökningarna visade att timret som skeppet var byggt av hade avverkats omkring år 1750, plus/minus 6 år. Dessutom bärgades ett antal föremål som tillsammans med skeppsklockan och dendrokronologiprovet föranledde forskarna att fastställa fartygets identitet. De bärgade föremålen konserverades och magasinerades av RCE.
Efter att ha varit magasinerade under ett antal år återlämnades föremålen till Sverige och Marinmuseum i Karlskrona år 2022. Överlämningen skedde på initiativ från RCE.